# Caleb Ewan
Caleb Ewan (n. 11 iulie 1994, Sydney, Noul Wales de Sud, Australia) este un ciclist australian, membru al echipei Lotto-Soudal, evoluând atât pe pistă cât și pe șosea. Specialist în sprinturi, el a câștigat EuroEyes Cyclassics 2016 și este unul dintre cicliștii care au câștigat etape în cele trei mari tururi.

## Rezultate în marile tururi

### Turul Italiei
3 participări
- 2016: nu a luat startul din etapa a 13-a
- 2017: abandon în etapa a 15-a, câștigător în etapa a 7-a
- 2019: nu a luat startul din etapa 12-a, câștigător în etapele a 8-a și a 11-a
- 2021: câștigător în etapele a 5-a și a 7-a

### Turul Franței
2 participări
- 2019: locul 132, câștigător al etapelor a 11-a, a 16-a și a 21-a
- 2020: câștigător al etapelor a 3-a și a 11-a

### Turul Spaniei
1 participare
- 2015: abandon în etapa a 10-a, câștigător al etapei a 5-a